# LVMH
Az LVMH egy francia cégcsoport, amelyet Alain Chevalier és Henry Racamier alapítottak. A cég a világ vezető luxusmárka-csoportjának számít. A Moët Hennessy társaság 1987-ben történt egyesüléséből alakult, ez a cég maga a Moët et Chandon pezsgőgyártó és a Hennessy konyakot gyártó cég, valamint a Louis Vuitton egyesüléséből származik, többségi részvényese a Christian Dior SE. Jelenleg Bernard Arnault üzletember vezeti.